# Scopula walkeri
Scopula walkeri là một loài bướm đêm trong họ Geometridae.